# АК-107

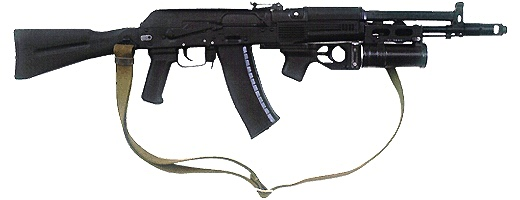
АК-107 з підствольним гранатометом

Автома́ти Кала́шникова АК-107 і АК-108  — стрілецька вогнепальна зброя, варіанти серії автоматів АК-101. Основна відмінність від попередніх серій в тому, що системи 107 і 108 мають БАСВ (Балансовану Автоматичну Систему Відбою), засновану на АЛ-7 та АЕК-971. За БАСВ купчастість вогню серіями пострілів з нестійких положень покращується в 1,5-2 рази, порівнюючи з АК-74М без БАСВ[джерело?].

## Тактико-технічні характеристики
| Калібр, мм                    | 5,45                                                                        |
| Патрон                        | 5,45х39                                                                     |
| Маса патрона, г               | 10,2                                                                        |
| Система заряджання            | штатний пластмасовий 30-патронний магазин                                   |
| Принцип роботи                | газовий двигун зі збалансованою автоматикою                                 |
| Ствол                         | 415 мм, канал і патронник хромовані, 4 правосторонні нарізи з кроком 200 мм |
| Темп стрільби, в/хв           | 850 — 900                                                                   |
| Маса кулі, г                  | 3,42                                                                        |
| Початкова швидкість кулі, м/с | 900                                                                         |
| Маса, без магазина, г         | 3600                                                                        |
| Довжина автомата, мм          | 943 (із складеним прикладом — 695)                                          |